# Ochodaeus seleuciensis
Ochodaeus seleuciensis är en skalbaggsart som beskrevs av Rudolph Petrovitz 1963. Ochodaeus seleuciensis ingår i släktet Ochodaeus och familjen Ochodaeidae. Inga underarter finns listade i Catalogue of Life.